# Сакська районна рада
Са́кська райо́нна ра́да — орган місцевого самоврядування Сакського району Автономної Республіки Крим. Розміщується в місті республіканського підпорядкування Саки, котре є адміністративним центром Сакського району, але до складу району не входить.
З 15 квітня 2014 року районна рада тимчасово не виконує обов'язки через окупацію Автономної Республіки Крим Російською Федерацією.

## Склад ради

### VI скликання
Рада складається з 48 депутатів, з них половина — обрані в одномандатних мажоритарних виборчих округах та половина — в багатомандатному виборчому окрузі.
Останні вибори до районної ради відбулись 31 жовтня 2010 року. Найбільше депутатських мандатів отримала Партія регіонів — 35 (20 — в одномандатних округах та 15 — в багатомандатному окрузі), далі (за кількістю мандатів): Народний рух України — 6 (2 — «одномандатники» та 4 — в багатомандатному окрузі), партія «Союз» — 3 (1 — в одномандатних виборчих округах та 2 — в багатомандатному), Комуністична партія України — 2 (багатомандатний округ) та «Сильна Україна» — 2 (по одному депутатові в багатомандатному та одномандатних виборчих округах).

#### Голова
Головою ради на другий термін було обрано депутата від Партії регіонів Миколу Россоловського.